# Mengjiagang
Mengjiagang (chinesisch 孟家岗镇, Pinyin Mèngjiāgǎng Zhèn) ist eine Großgemeinde im Norden des Kreises Huanan der bezirksfreien Stadt Jiamusi in der nordostchinesischen Provinz Heilongjiang. Sie hat eine Fläche von 615,84 km² und hatte Ende 2018 genau 33.594 registrierte Einwohner.

## Geschichte
Das Dorf Yongfeng, der heutige Regierungssitz der Großgemeinde, wird erstmals 1910, dem vorletzten Jahr der Qing-Dynastie, erwähnt, damals als „Gebiet Yongfeng“ (永丰区) des Kreises Huachuan. 1930 wurde Yongfeng zur Großgemeinde erhoben, dann aber 1941 zum Dorf herabgestuft und von den japanischen Wehrsiedlern, die sich dort niederließen, in „Yasaka“ (弥荣) umbenannt.
Diese Bezeichnung wurde – in der chinesischen Aussprache „Mirong“ – nach der Kapitulation Japans und der Machtübernahme der Kommunistischen Partei Chinas in der Mandschurei zunächst beibehalten. Im März 1956 wurde schließlich die Gemeinde Mengjiagang (孟家岗乡) gegründet, die zweieinhalb Jahre später, im September 1958, in eine Volkskommune umgewandelt wurde. Im April 1984 wurde die Volkskommune im Zuge der Reform- und Öffnungspolitik aufgelöst und die heutige Großgemeinde Mengjiagang gegründet. Die 72 Arbeitsgruppen (村民小组) der Volkskommune sind heute natürliche Dörfer, die in 24 Verwaltungsdörfern zusammengefasst sind.

## Administrative Gliederung
Mengjiagang setzt sich aus 24 Verwaltungsdörfern zusammen. Diese sind:
Dorf Bahuli (八虎力村)
Dorf Baofeng (保丰村)
Dorf Chang’an (长安村)
Dorf Dongsheng (东胜村)
Dorf Gongxing (功兴村)
Dorf Hongri (红日村)
Dorf Jianguo (建国村)
Dorf Jianhua (建华村)
Dorf Liming (黎明村)
Dorf Loushan (楼山村)
Dorf Ping’an (平安村)
Dorf Qiufeng (秋丰村)
Dorf Qunying (群英村)
Dorf Tai’an (太安村)
Dorf Tieling (铁岭村)
Dorf Xiping (西平村)
Dorf Xianjin (先进村)
Dorf Xinglong (兴隆村)
Dorf Yaolishu (腰梨树村)
Dorf Yong’an (永安村)
Dorf Yongfeng (永丰村), Regierungssitz der Großgemeinde
Dorf Zhongping (中平村)
Dorf Zhongxin (中心村)
Dorf Zhujia (朱家村).

## Wirtschaftswald Mengjiagang
Im Februar 1956 begann das Forstministerium der Provinz Heilongjiang (黑龙江省林业厅), im Nordosten des Gemeindegebietes den Wirtschaftswald Mengjiagang (孟家岗人工林) anzulegen. Der Wald liegt in den westlichen Ausläufern des Wanda-Gebirges (完达山), das zum Changbai-Gebirge an der Grenze zu Nordkorea gehört. Die höchste Erhebung im Norden des Waldgebiets liegt 575 m über dem Meeresspiegel, die niedrigste Stelle 168 m. Die Jahresmitteltemperatur beträgt 2,7° C.
1956 wurden in dem bereits teilweise bewaldeten Gebiet zunächst Dahurische Lärchen mit einer Dichte von 3300 Setzlingen pro Hektar gepflanzt. 1974 begann man neben kontinuierlichen Neuanpflanzungen mit der Holzernte nach dem Prinzip der Ausdünnung.
Stand 2022 umfasst das mittlerweile für den Tourismus erschlossene Gebiet 15.370 ha, wovon 13.374 ha bewaldet sind. Dies entspricht etwa 1,76 Millionen Festmeter Holz, im Durchschnitt stehen pro Hektar 132 Festmeter Nutzholz. 8991 ha der gesamten Waldfläche sind künstlich angepflanzt, heute neben Dahurischen Lärchen hauptsächlich mit Korea-Kiefern, Picea koraiensis und Mongolischen Waldkiefern.

## Tiefraumstation Giyamusi
Das Satellitenkontrollzentrum Xi’an der Volksbefreiungsarmee verfügt seit 1970 über ein seitdem ständig erweitertes und verbessertes Netz von Bodenstationen, über das die chinesischen Satelliten in der Erdumlaufbahn gesteuert werden. Die im Chinesischen VLBI-Netzwerk zusammengefassten Großteleskope der Akademie der Wissenschaften, die im regulären Forschungsbetrieb Radioquellen in entfernten Galaxien beobachten, können auch Funksignale von Tiefraumsonden empfangen. Aber zur aktiven Steuerung besagter Sonden war China Anfang der 2000er Jahre noch nicht in der Lage.
Bei Chinas erster Mondmission Chang’e 1 im Jahr 2007 war während der kritischen Phase bis zum Eintritt in den Mondorbit nur dank der Unterstützung der ESA mit ihren weltweit verteilten ESTRACK-Stationen eine ununterbrochene Überwachung und Steuerung der Sonde möglich.
Nach dem Ende der Chang’e-1-Mission 2009 und noch bevor die Nachfolgesonde Chang’e 2 am 1. Oktober 2010 ins All abgehoben hatte, waren sich die Verantwortlichen einig, dass ein eigenes Chinesisches Tiefraumnetzwerk notwendig war. Nach Definierung der Kriterien (abseits von Hochspannungsleitungen, Mobilfunkmasten etc.) einigte man sich auf einen Standort in der Wüste 130 km südlich von Kaschgar in Xinjiang (38° 25′ 15,7″ N, 76° 42′ 52,6″ O) und einen weiteren im Wirtschaftswald Mengjiagang (46° 29′ 37,1″ N, 130° 46′ 15,7″ O).
Anfang Juni 2011 fand die Grundsteinlegung für die Tiefraumstation Giyamusi (佳木斯深空测控站) statt, im Frühjahr 2012 war die Antennenschüssel installiert, ab Mai 2012 trafen die elektronischen Geräte ein, und im Sommer 2012 begann im Zusammenwirken mit den anderen Einrichtungen der Probebetrieb, wobei die Sonde Chang’e 2 als Testobjekt fungierte. Chang’e 2 hatte nach Erfüllung ihrer Primärmission am 9. Juni 2011 den Mondorbit verlassen und zunächst den Lagrange-Punkt L2 des Sonne-Erde-Systems erkundet. Im April 2012 war sie dann zu dem erdnahen Asteroiden (4179) Toutatis aufgebrochen. Am 13. Dezember 2012 fand ein Vorbeiflug an dem Asteroiden statt. Hierbei leistete die Tiefraumstation Giyamusi bereits wertvolle Dienste.
Die Tiefraumstation Giyamusi besitzt eine Parabolantenne von 66 m Durchmesser mit einem Hohlleiter-gespeisten Transceiver, der zum einen auf dem S-Band mit 18 kW und auf dem X-Band mit 15 kW senden, zum anderen die Telemetriesignale von Raumsonden etc. empfangen kann (die im All und auf fremden Himmelskörpern ermittelten wissenschaftlichen Daten werden von den Nationalen Astronomischen Observatorien mit ihren eigenen Antennen empfangen). Außerdem ist die Tiefraumstation Giyamusi mit Geräten für Langbasisinterferometrie ausgerüstet, um im Zusammenwirken mit der Tiefraumstation Kaschgar – in kritischen Phasen unterstützt von den Nationalen Astronomischen Observatorien – die genaue Position von Raumflugkörpern im All zu bestimmen.
Da die Station mitten im Wald liegt, lautet ihr Funkname „Linhai“ (林海 bzw. „Waldmeer“).